# Milkor MGL
Milkor Multi Grenade Launcher (MGL, ”flerfaldig granatskjutare”) är en sydafrikansk halvautomatisk granatkarbin (granatrevolver) med kaliber 40 mm. MGL är utvecklad för kunna täcka luckan som uppstår mellan avståndet för en vanlig handgranat och riskzonen för indirekt eld, d.v.s. från ca 10 m - 300 m. MGL:s design är enkel, robust och pålitlig. Efter att den introducerades 1983 har den antagits av över 30 länder. Den har sedan dess visats effektiv i skiftande klimat, allt ifrån djungel till öken.
Det senaste decenniet har flera uppdateringar genomförts på ursprungskonstruktionen.

## MGL
Den ursprungliga MGL:n designades år 1981. Produktionen startade 1983 för den sydafrikanska militären under beteckningen Y2. Den hade en roterande revolvertrumma som rymde sex stycken projektiler och var kapabel att avfyra de flesta 40 mm-granater. Trumman är fjäderbelastad och roterar automatiskt under avfyring, men måste skruvas upp vid omladdning. Varje nytt skott laddas manuellt ett i taget på grund av att trumman inte kan tas bort som man kan med ett vanligt magasin.
Vapnet har en fällbar kolv och ett Trijicon Armson Occuled Eye Gunsight-sikte som är justerbart i 25 metersintervaller upp till 375 m. Rött streck motsvarar en stående man på 100 m. Det främre pistolgreppet är också justerbart. Vapnet har även en säkringsomställare precis över det bakre pistolgeppet.

## MGL Mk-1
Mk-1 är en modifierad version av originaldesignen. Produktionen började 1996. 
Två standardförbättrande vapen introducerades av Milkor Marketing (Pty) Ltd år 2004. Den första var Mk-1S som ersatte den tidigare aluminiumkonstruktionen hos Mk-1 med en starkare rostfri stomme. Siktes- och fästningsskenor lades också till, fyra på trumman och en till på själva huvudstommen. Kolven är också infällbar och kan i utvikt tillstånd ställas i två lägen för att förenkla för skytten att skjuta på korta eller långa avstånd.
Den andra varianten är Mk-1L som har en ny justerbar gevärskolv och en 140 mm lång trumma. Vissa granattyper som till exempel tårgas och andra icke livshotande granater är för långa för att få plats i patronläget men får plats i Mk-1L:s förlängda patronlägen. Följaktligen kan vapnet avfyra en betydligt bredare bas av granater och är då också mer lämplig för fredsbevarande insatser och i insatser vid upplopp. Mk-1L har alla förbättringar från Mk-1S.

## MGL-140
MGL-140 introducerades 2005 av Milkor USA. Den har en teleskopisk gevärskolv av Crane-typ, är sandfärgad och har en tvåstegs-avtryckare. Den har en 140 mm lång trumma designad för att kunna skjuta nya "hyper-dödliga" granater av Martin Electronics Inc (MEI), som har en bred explosionsradie.

### M32 Multiple Grenade Launcher
I slutet av oktober 2005 gav Amerikanska marinkåren en order till Milkor USA att tillverka 200 MGL-140 med ospecificerade modifikationer. Ordern verkställdes i USA. Den nya versionen med beteckningen M32 Multiple Grenade Launcher utplacerades i Irak för prövning i mars 2006 på alla av marinkårens bataljoner.

## MGL i Sverige
I Sverige användes MGL som försöksvapen under 1996-2000 inom markstrid/skärgårdsskytte, föregångaren till dagens amfibieskytte-förband, på KA4 samt Gotlands kustartilleriregemente (KA 3) i Fårösund. Vapnet har inte anskaffats i någon större skala. Erfarenheterna av försöken var mycket goda.

### Ammunition
I Sverige används endast spränggranat och övningsgranat. Det är samma ammunition som används till granattillsatsen för Ak 4 och Ak 5.

#### 40 mm Gevärsspränggranat
- Vikt: 264 g
- Höjd: hylsa: 46 mm totalt: 102 mm
- Mynningshastighet: 84 m/s
- Drivladdning: 0,35 g NCGL krut "BULLSEYE"
- Huvudladdning: 23,0 g hexogen
- Primärladdning: 3,0 g pentyl

#### 40 mm Övningsgranat
- Vikt: 239 g
- Höjd: hylsa: 46 mm totalt: 97 mm
- Mynningshastighet: 84 m/s
- Drivladdning: 0,4 g NC krut W5580 (+ 0,1 g svartkrut, endast före 1997)